# Długie (osada leśna w województwie pomorskim)
Długie – osada leśna w Polsce położona w województwie pomorskim, w powiecie starogardzkim, w gminie Osieczna.